# 焦耳
焦耳（簡稱焦）是國際單位制中能量、功或熱量的導出單位，符號為J。焦耳是因紀念物理學家詹姆斯·焦耳而命名。
1焦耳可以定義為：
- 施加1牛頓作用力經過1米距離所需的能量（或做的機械功）。

- 移動1庫侖電荷通過1伏特電壓差所需做的功，或1庫侖·伏特。這關係也可以逆反過來定義伏特。
- 產生1瓦特功率1秒時間所需做的功，或1瓦特·秒。這關係也可以逆反過來定義瓦特。

用單位表示可表示為：
{\displaystyle {\rm {J=N\cdot m=\left({\frac {kg\cdot m}{s^{2}}}\right)\cdot m={\frac {kg\cdot m^{2}}{s^{2}}}=Pa\cdot m^{3}=W\cdot s\ =C\cdot V\,\!}}}
| 符號 | 單位 | 意涵  |
| ---- | ---- | ----- |
| J    | 焦耳 | 能量  |
| N    | 牛頓 | 力    |
| kg   | 公斤 | 質 量 |
| m    | 公尺 | 長度  |
| s    | 秒   | 時間  |
| Pa   | 帕   | 壓力  |
| W    | 瓦   | 功率  |
| C    | 庫倫 | 電量  |
| V    | 伏特 | 電壓  |

## 與力矩單位的混淆
雖然在單位方面，表示焦耳為牛頓·公尺是正確的，為了避免與力矩單位發生混淆，國際度量衡局並不鼓勵這種用法。力矩與能量的物理意義完全不同。
就物理量本身来说，能量由力和距離內積得到，是純量；力矩由力和距離外積得到，是向量，兩者有根本的不同。

## 實際例子
一焦耳能量相等於施加一牛頓的作用力於任意物件，使之移動一米距離；也等於在重力影響下將一個質量為102克的蘋果抬高一公尺；或是1瓦特的功率作1秒所释放的能量。

## 單位轉換
一焦耳相等於：
- 1×107 爾格
- 6.24150974×1018 電子伏特
- 0.239 （小）卡路里
- 9.4782×10−4 英國熱量單位（British thermal unit）
- 0.737 呎·磅力（foot-pounds force）
- 23.7 呎·磅（foot-pounds）
- 2.7778×10−7 千瓦·時
- 2.7778×10−4 瓦·時

以焦耳定義的單位：
- 1 小卡路里= 4.184焦耳[4]
- 1 瓦·時 = 3,600焦耳
- 1 千瓦·時 = 3,600,000焦耳
- 1 噸TNT = 4.184×109焦耳

## 應用範圍

### 能量
- 熱能
- 化學能
- 電能
- 輻射能
- 核動力/核能

- 彈性能
- 聲能
- 機械能
- 光能
- 位能
- 動能
- 生質能

### 熱量
「熱量」與「熱能」並不相同，兩者之間的關係，就好比是做功與機械能之間的關係一樣。

## 參閱
- 單位轉換
- 數量級 (能量)
- 瓦特
- 能量
- 牛頓 (單位)